# 先辛
先辛（?—?），先氏，晋国的大夫。
前608年，晉国赵盾称胥甲不服从命令，驱逐他到卫国，立其子年轻有病的胥克。先辛流亡到了齐国。